# Браун, Дэвид (певец)
Дэвид Артур Браун (англ. David Arthur Brown; 19 июня 1967, Лос-Анджелес) — музыкант, автор и исполнитель песен, солист группы «Brazzaville», предприниматель и промышленный дизайнер, основатель и совладелец компаний «Союз» и «Tula», занимающихся производством микрофонов.

## Биография
Дэвид Артур Браун родился в Лос-Анджелесе 19 июня 1967 года. С раннего детства его привлекают путешествия. Поэтому юноша много путешествовал по Азии, Южной Америке и Европе. За время своих путешествий он осваивает саксофон. С 1997 по 2000 год Дэвид играл на саксофоне в группе своего друга музыканта Бека. Группа приобретает довольно большую известность, музыканты часто гастролируют. Путешествия продолжаются. Однако Дэвид не хотел останавливаться на достигнутом: параллельно с гастролями и записями альбомов в своей группе, он освоил гитару и начинает писать собственные песни.
Дэвид создал группу Brazzaville в Лос-Анджелесе в конце 1997 года. Он долго думал над названием для своей новой группы. Однажды, читая газету «Лос-Анджелес Таймс» на Голливудских холмах, Дэвид заинтересовался одной из статей, в которой говорилось о гражданской войне в Республике Конго. Броский заголовок этой статьи сразу понравился Брауну и подарил новой группе название «Brazzaville», по названию столицы Конго. Ранние годы Brazzaville (1997—2000) прошли в Лос-Анджелесе. За это время музыканты записали и выпустили три полноценных альбома и приняли участие в многочисленных шоу в Лос-Анджелесе. За исключением двух выступлений на Восточном побережье США в 2002 году, Дэвид совершил небольшой тур вместе с Беком. Первые два альбома Brazzaville, «2002» и «Somnambulista», были записаны в студии Майкла Розона (S.S. Clove Factory) в Голливуде. Они были признаны такими музыкантами, как Смоки Хормел, Дэнни Франкель, Дэвид Ралик, Кенни Лайон, Джоэл Вирджел-Вирст, Джо Циммерман и многими другими. Их третий альбом «Rouge On Pockmarked Cheeks» вышел совместно с Найджелом Годрич и Тони Хоффером, а также при участии Майкла Розона.
В 2003 году Дэвид перебрался в Барселону, и там пригласил в свою группу европейских музыкантов. Четвёртый студийный альбом Brazzaville «Hastings Street» (2004), был записан в Лос-Анджелесе и Барселоне и сведён в Лос-Анджелесе. Его высоко оценили музыканты Виктор Индриццо, Грег Кирстин, Эрика Гарсия, Джо Циммерман, Майк Болджер, Дэвид Ралик и многие другие.
В ноябре 2003 года музыкантов впервые пригласили в Россию. Они отыграли два концерта: первый в Москве на сцене клуба «Б2», а второй в Санкт-Петербурге в «Red Club». Brazzaville был приглашен знаменитым критиком и писателем Артемием Троицким. Артемий впервые услышал диск Браззавиль на «Rough Trade Records» в Лондоне в 2000 году. Он начал использовать их музыку в своем радио-шоу в Москве и написал несколько обзоров о группе, тем самым закладывая фундамент популярности Brazzaville в России.
В 2005 году группу пригласили принять участие в престижном джаз-фестивале в Стамбуле. Это произошло по инициативе Джеймса Хакана Дедеоглу и Айлин Гунгор. Они были редакторами одного из наиболее читаемых журналов в Стамбуле. В итоге Brazzaville в течение одной недели отыграли 4 концерта в Стамбуле и один в Измире. Турция стала одной из самых посещаемых группой стран с постоянно растущим числом поклонников.
В 2006 году Brazzaville выпустил свой первый компакт-диск, полностью записанный в Барселоне. Он был назван «East L.A. Breeze», и с выходом этого альбома музыканты связывают начало европейского периода их творчества. Вершины российских хит-парадов покорило новое прочтение песни русской рок-группы «Кино» «Звезда по имени Солнце» в исполнении Дэвида Брауна. В 2008 году «East L.A. Breeze» был выпущен в Европе на базе «V2 Records».
В конце 2007 году Brazzaville закончили свой седьмой студийный альбом под названием «21st Century Girl». Он был выпущен в России в феврале 2008 года, а в США и Канаде в августе 2008 года. Песня «The Clouds in Camarillo», написанная в соавторстве с близким другом Дэвида Мишей Корнеевым, исполняется дуэтом на английском и русском языках. Это рассказ о том времени, когда мать Дэвида находилась в психиатрической больнице в Камарильо (штат Калифорния, США).
В 2009 году Дэвид отправился в Стамбул, чтобы записать альбом с известным турецким продюсером и музыкантом Дэнисом Салианом. В результате Brazzaville выпустили альбом, который мгновенно попал в топ-20 европейских и мировых чартов.
Кроме того, в 2009 году Дэвид записал и выпустил свой первый сольный альбом под названием «Teenage Summer Days». В 2010 году Brazzaville интенсивно гастролируют. Помимо многочисленных концертов в России, Турции и на Украине, Дэвид и Кенни Лайон выступают в США. Кроме того, в августе 2010 года, Brazzaville был приглашен американским посольством в 5-недельный тур по Туркменистану, Азербайджану, Казахстану, Узбекистану и Армении в качестве культурных послов США.
В 2010 году группа приняла участие в международном фестивале world music «Голос кочевников» в Бурятии.
В 2011 году музыканты выпускают новый альбом под названием «Jetlag Poetry», в который вошли 9 новых песен Brazzaville, а также кавер-версии «Moonage Daydream» Дэвида Боуи и Артура Рассела «Your Motion Says». В мае-июне 2011 года Дэвид и Кенни были приглашены Pocket Records в тур по 12 городам Китая. Ко всему прочему, Дэвид с группой всё чаще собирает своих поклонников на домашних концертах, так называемых «квартирниках». В такой атмосфере достигается более близкое общение со зрителями, которого трудно добиться на больших концертных площадках.
В 2013 году состоялось турне по России, посвященное выходу альбома Morrow bay. Тогда же появляется совместный проект музыкантов группы The Uchpochmack (основанной Земфирой), в одной из песен которого — «Любовница» («Mistress») — Дэвид впервые поет по-русски.
В том же 2013 году, совместно с предпринимателем Павлом Баздыревым, Дэвид Браун начал в России производство студийных микрофонов «Союз», высоко ценимых во всём мире профессиональными музыкантами.
С 2023 года Дэвид Браун живет со своей российской возлюбленной в Санкт-Петербурге, продолжает в России свою музыкальную карьеру и развивает свой бизнес.

## Дискография

### Альбомы
- 2002 (South China Sea, 1998)
- Somnambulista (South China Sea, 2000)
- Rouge On Pockmarked Cheeks (South China Sea, 2002)
- Hastings Street (Zakat, 2004)
- Welcome to... Brazzaville (Web of Mimicry, 2004), (Zakat, 2005) — лучшие песни, в том числе треки с первых четырёх альбомов
- East L.A. Breeze (Zakat, 2006)
- 21st Century Girl (2008)
- Brazzaville in Istanbul (2010)
- Jetlag Poetry (2011)
- Morro bay (2013)

## Личная жизнь
Есть двое взрослых детей. Любит готовить еду, плавать и читать книги. Его любимые фильмы — «Гарольд и Мод», «Чёрный Орфей», любимый музыкант — Жорже Бен.

## Интервью
- (Марина Седнева) Солист группы Brazzaville Дэвид Браун о России, смерти и роботах. Архивировано 2 июня 2016 года. // ИА «ЯРКУБ» (май 2016)
- Фронтмен группы Brazzaville рассказал чем русские отличаются от других народов мира. Московский комсомолец. 3 июня 2025. Дата обращения: 5 июня 2025.